# Ferdinand Knab
 (janvier 2024).
Si vous disposez d'ouvrages ou d'articles de référence ou si vous connaissez des sites web de qualité traitant du thème abordé ici, merci de compléter l'article en donnant les références utiles à sa vérifiabilité et en les liant à la section « Notes et références ».

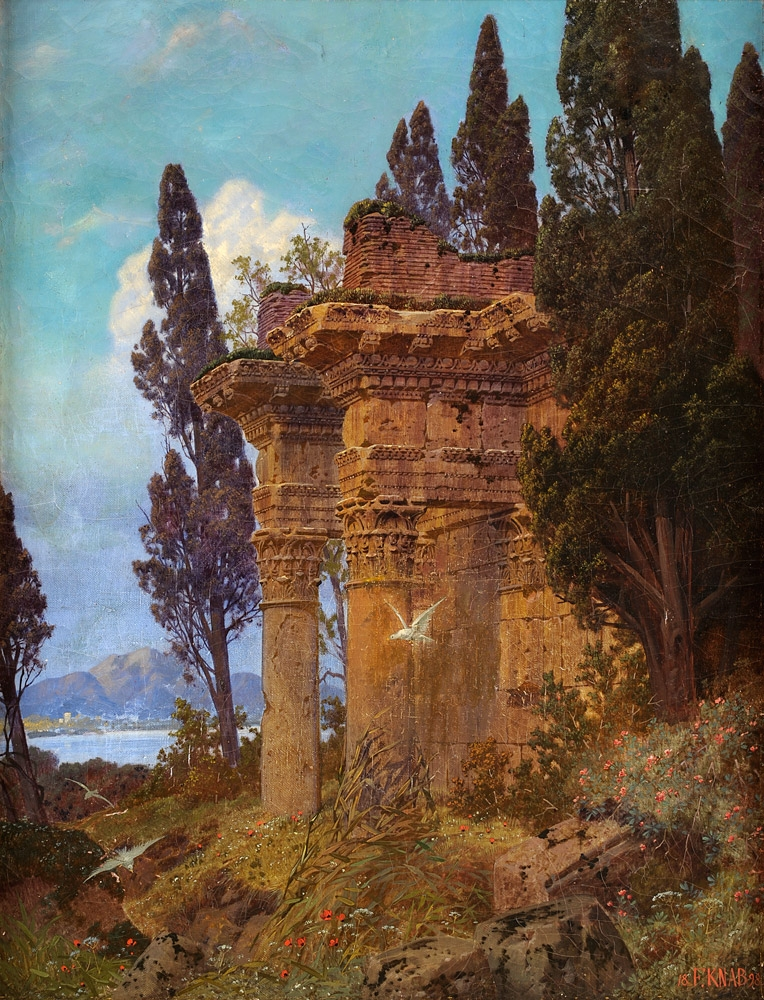
Ferdinand Knab : Paysage de ruines, 1898.

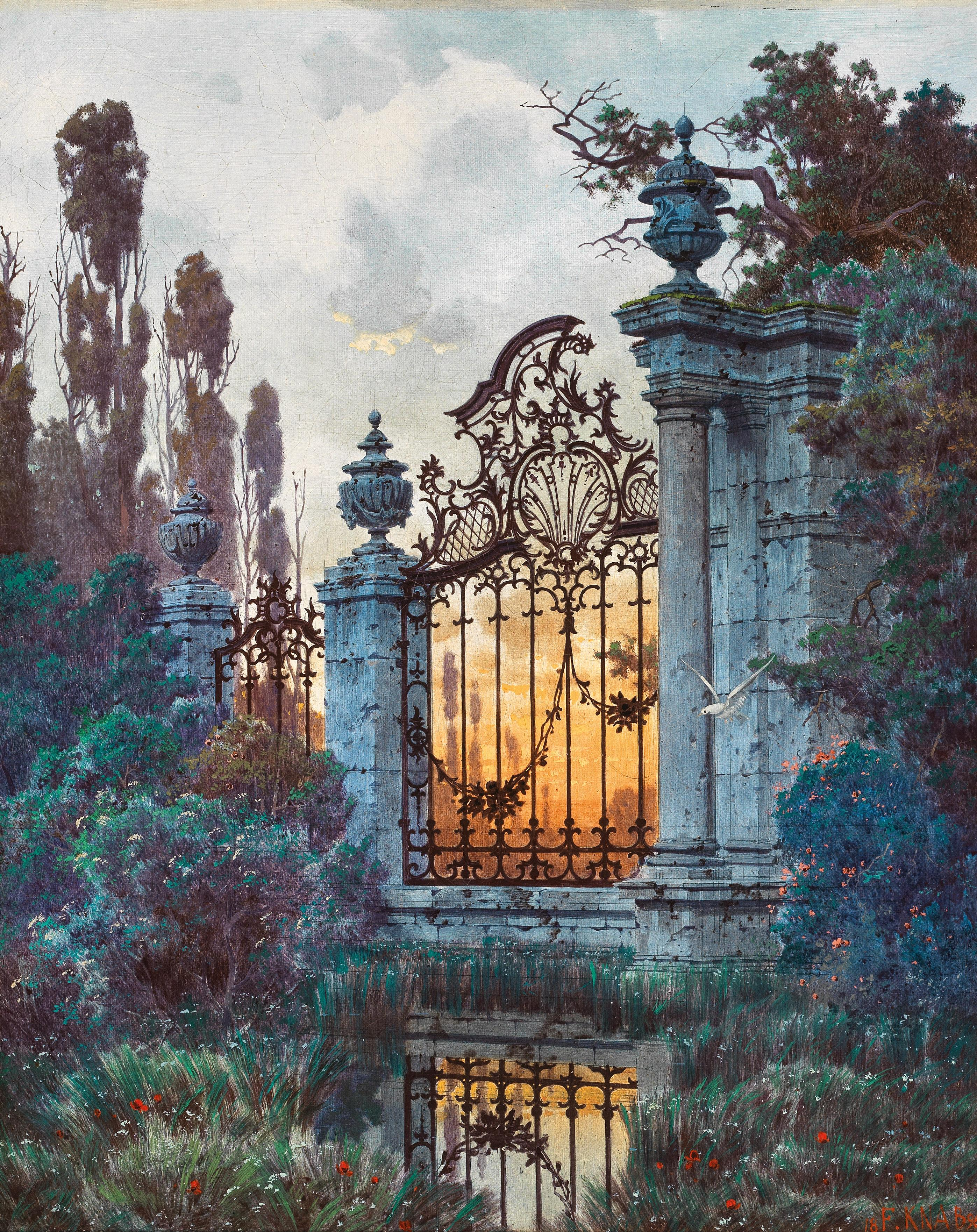
Une porte de parc le soir, 1896, huile sur toile, 50,5 x 40 cm.

Ferdinand Knab, né le 12 juin 1834[réf. à confirmer] à Wurtzbourg et mort le 3 novembre 1902 à Munich, est un peintre allemand.

## Biographie
Knab est d'abord l'élève de Carl Alexander Heideloff (de) à Nuremberg, où il est employé dans la construction pendant pratiquement deux ans, et part à Munich en 1859 pour se consacrer à la peinture architecturale. Il fréquente les écoles Arthur von Ramberg et Piloty puis part en Italie en 1868. À partir de son retour, il traite avec prédilection des motifs de ce pays et est souvent occupé entre-temps par des travaux pour le jardin d'hiver du roi Louis II dans la résidence de Munich et pour le château de Linderhof. Knab réalise également huit peintures pour le pavillon royal de la gare de Munich. En 1870, il est chargé de concevoir la scène de La Flûte enchantée de Mozart à l'opéra de la Cour.

## Style artistique
Ses tableaux se caractérisent par leur conception poétique ; il subordonne généralement les motifs architecturaux aux motifs paysagers. Il affectionne particulièrement de dépeindre des ambiances nocturnes colorées, dont la magie embaume des ruines et de puissants groupes d'arbres. L'aquarelle, qu'il utilise avec une grande finesse, fait aussi partie de son panel d'expression artistique. Les « Munich Picture Sheets » contiennent un certain nombre de magnifiques coupes basées sur les dessins de Knab.

## Réalisations
Parmi ses plus grands tableaux figurent :
- Architecture romane (cimetière du monastère abandonné, 1862)
- Fragments romains (1866)
- Tombeau romain (1866)
- Ruines d'un château de la Renaissance (1866)
- Dans le parc (1868)
- Cour du monastère avec fontaine (1868)
- Paysage romain (1872)
- Jardin du château italien (1873)
- Thermes romains et ruines de la Campagna